# Cantons de l'Essonne
Els cantons de l'Essonne (Illa de França) són 21 i s'agrupen en tres districtes. Fins al 2015 n'hi havia 42.

## 1984 - 2015

Divisió cantonal de l'Essonne del 1985 al 2015

- El Districte d'Étampes té 6 cantons i la sotsprefectura d'Étampes com a cap:

cantó de Dourdan - cantó d'Étampes - cantó d'Étréchy - cantó de La Ferté-Alais - cantó de Méréville - cantó de Saint-Chéron
- El Districte d'Évry té 17 cantons i la prefectura d'Évry com a cap:

cantó de Brunoy - cantó de Corbeil-Essonnes-Est - cantó de Corbeil-Essonnes-Oest - cantó de Draveil - cantó d'Épinay-sous-Sénart - cantó d'Évry-Nord - cantó d'Évry-Sud - cantó de Grigny - cantó de Mennecy - cantó de Milly-la-Forêt - cantó de Montgeron - cantó de Morsang-sur-Orge - cantó de Ris-Orangis - cantó de Saint-Germain-lès-Corbeil - cantó de Vigneux-sur-Seine - cantó de Viry-Châtillon - cantó d'Yerres
- El Districte de Palaiseau té 19 cantons i la sotsprefectura de Palaiseau com a cap:

cantó d'Arpajon - cantó d'Athis-Mons - cantó de Bièvres - cantó de Brétigny-sur-Orge - cantó de Chilly-Mazarin - cantó de Gif-sur-Yvette - cantó de Juvisy-sur-Orge - cantó de Limours - cantó de Longjumeau - cantó de Massy-Est - cantó de Massy-Oest - cantó de Montlhéry - cantó d'Orsay - cantó de Palaiseau - cantó de Sainte-Geneviève-des-Bois - cantó de Saint-Michel-sur-Orge - cantó de Savigny-sur-Orge - cantó de Les Ulis - cantó de Villebon-sur-Yvette

## 2015

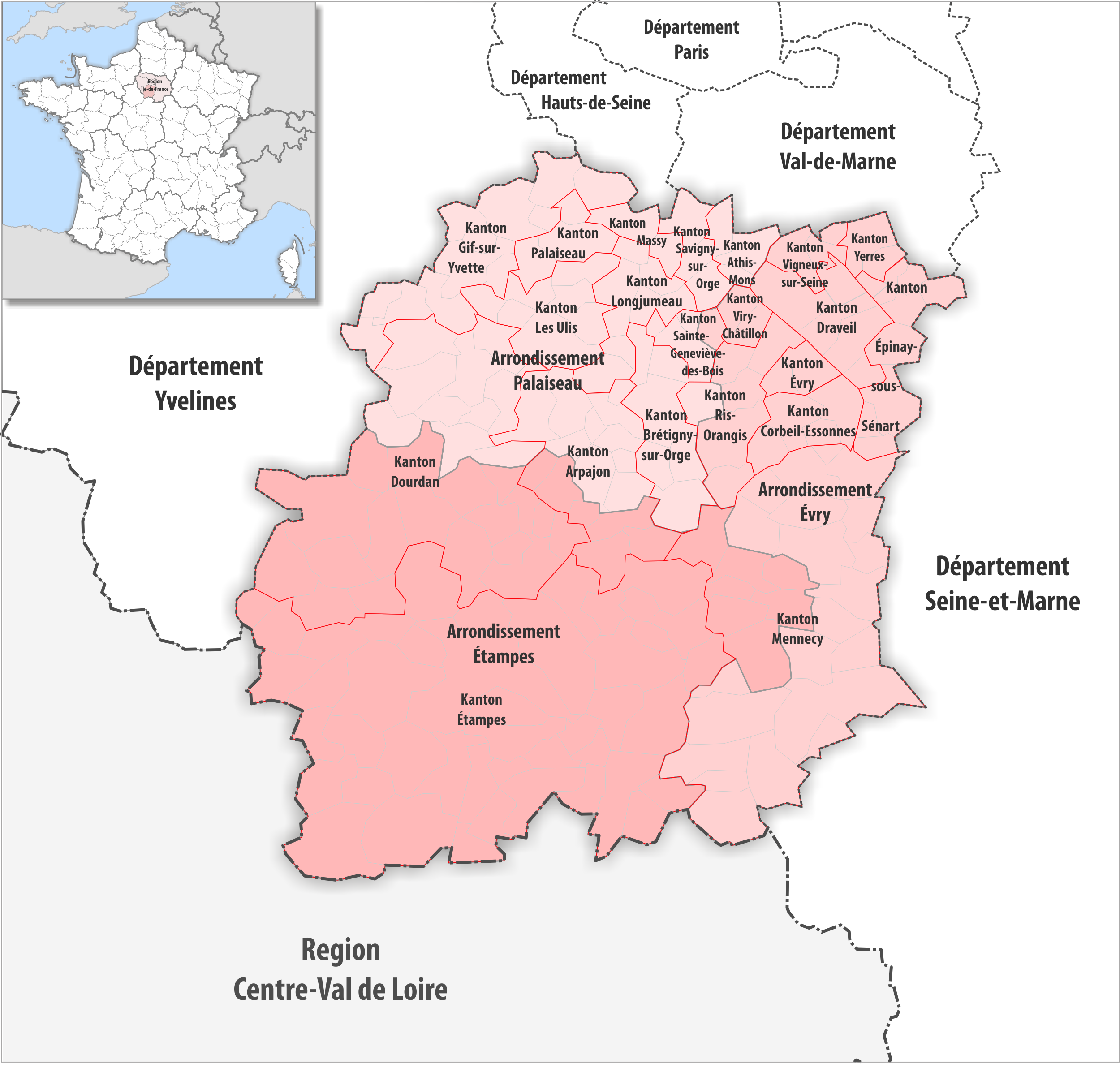
Divisió cantonal de l'Essonne a partir del 2015

Una nova redistribució territorial va ser definida per decret del 24 de febrer de 2014, per al departament de l'Essonne, que va entrar en vigor en el moment de la primera renovació general d'assemblearis departamentals després d'aquest decret, qüestió que va passar al març de 2015.
Es va reduir de 42 a 21 cantons.
- Arpajon
- Athis-Mons
- Brétigny-sur-Orge
- Corbeil-Essonnes
- Dourdan
- Draveil
- Épinay-sous-Sénart
- Étampes
- Évry
- Gif-sur-Yvette
- Longjumeau
- Massy
- Mennecy
- Palaiseau
- Ris-Orangis
- Sainte-Geneviève-des-Bois
- Savigny-sur-Orge
- Les Ulis
- Vigneux-sur-Seine
- Viry-Châtillon
- Yerres